# Чёрный (приток Егута)
Чёрный (устар. руч. Чёрный-ручей) — ручей в России, протекает по территории Куземского сельского поселения Кемского района Карелии. Длина ручья — 11 км.
Ручей берёт начало из озера Апиканламбина на высоте 87,7 м над уровнем моря.
Течёт преимущественно в восточном направлении по заболоченной местности. В среднем течении пересекает трассу Р21 («Кола»).
Впадает в реку Егут с левого берега на высоте 60,9 м над уровнем моря.
Ручей в общей сложности имеет три притока суммарной длиной 4,0 км.
Населённые пункты на ручье отсутствуют.
Код объекта в государственном водном реестре — 02020000712202000002480.

## Галерея

Чёрный
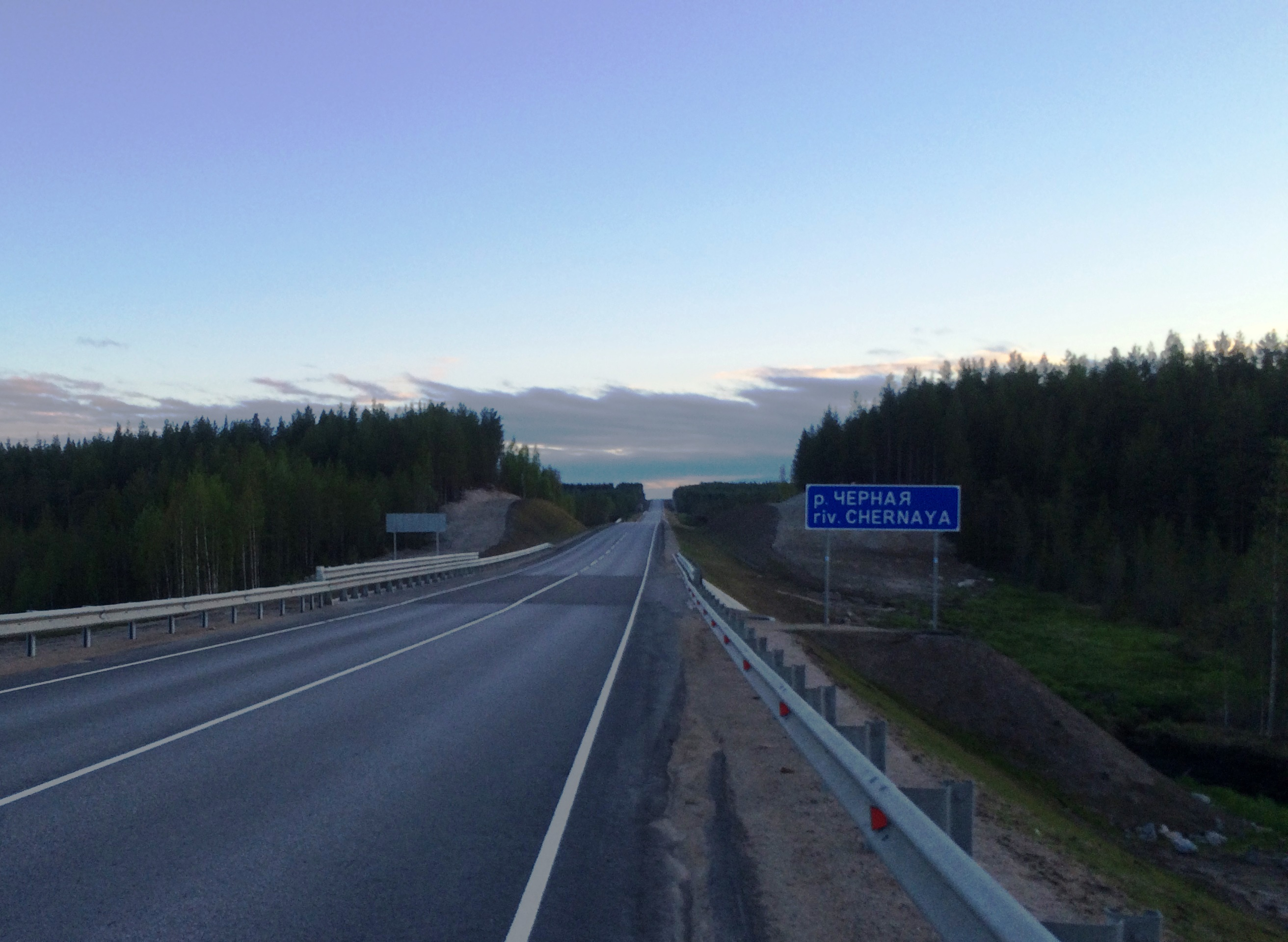
Табличка на трассе "Кола"
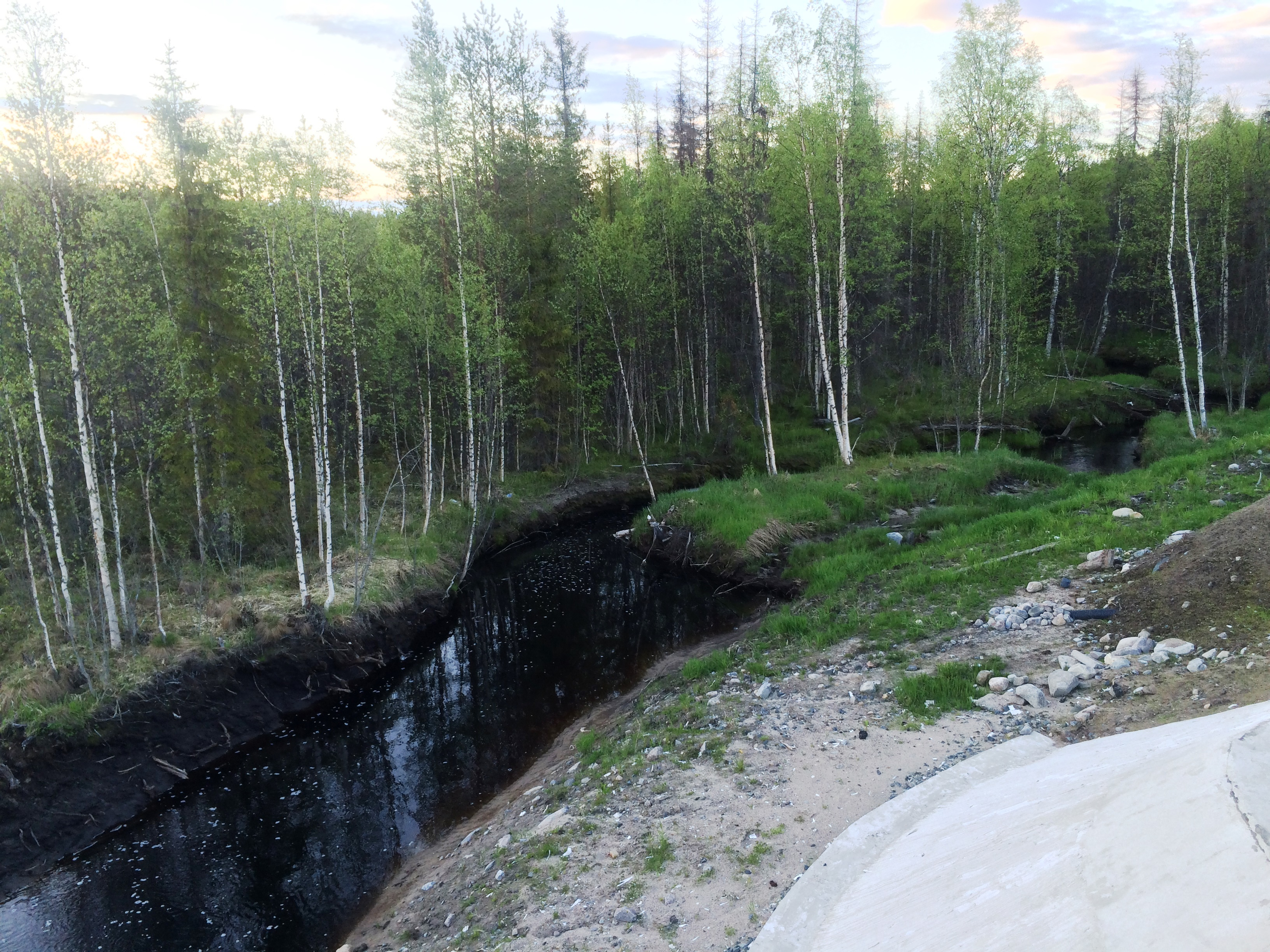
Вид по течению
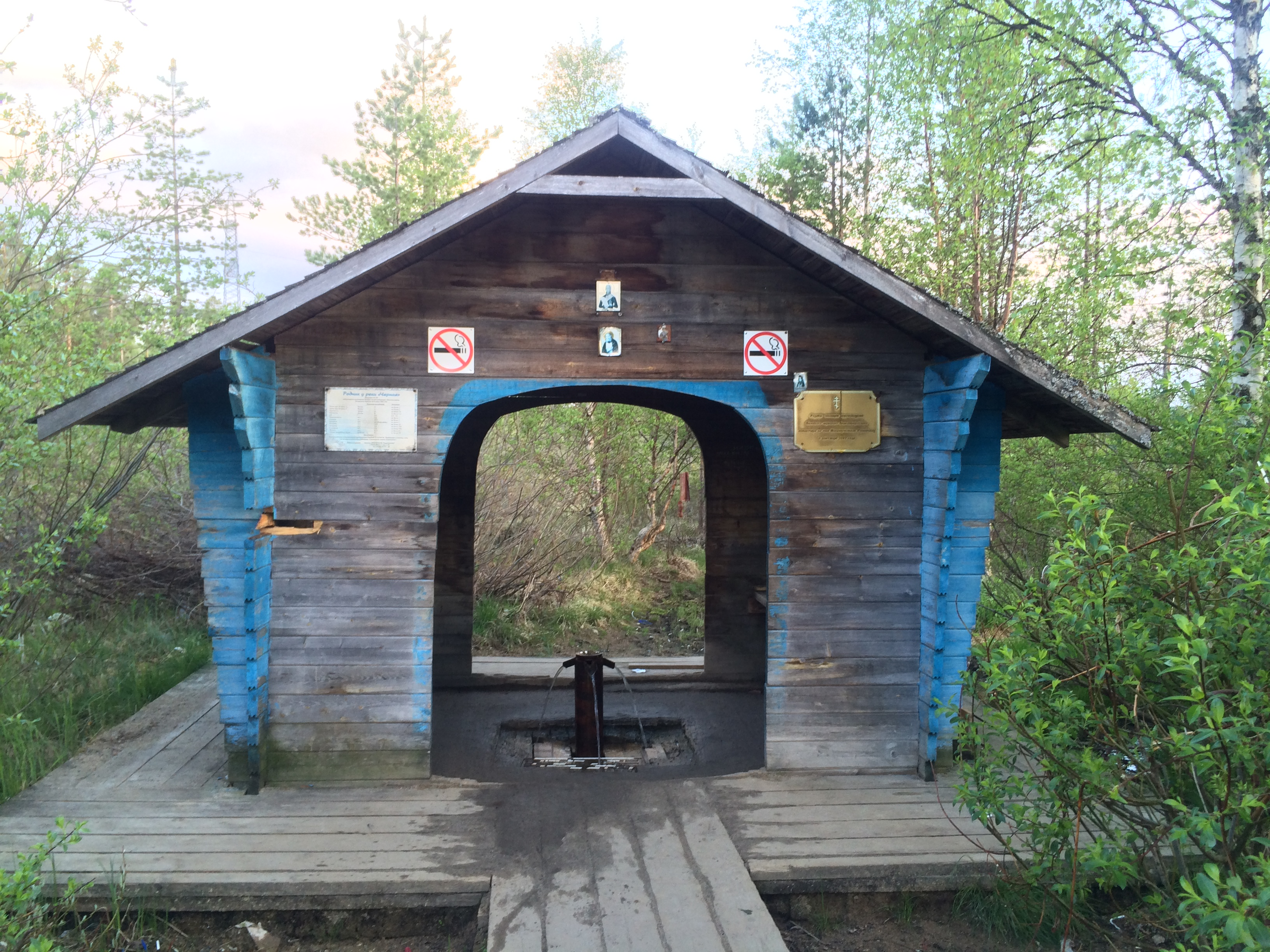
Родник на правом берегу ручья